# Miguel Juan Marqués
Miguel Juan Marqués (fl. 1641-1661), a veces nombrado como Miguel Marqués y otras como Juan Marqués, fue un compositor y maestro de capilla español.
No debe ser confundido con Juan Marqués (1582-1658), maestro de capilla de Montserrat. Hubo un tercer compositor apellidado Marqués a mediados del siglo XVII, Pablo Marqués, activo en la Seo de Urgel. Esta abundancia de compositores con el apellido y la falta de estudio ha llevado a que resulte difícil identificar documentos firmados con «Marqués».

## Biografía
Las informaciones sobra la vida de Marqués son poco seguras. Antonio Ezquerro sitúa su formación en Calatayud, en la colegiata del Santo Sepulcro, con el maestro Urbán de Vargas. Parece que Marqués fue siguiendo la trayectoria del maestro y entre 1641 y 1645 ocupó la maestría de la colegiata de Daroca, poco después de que Vargas la dejase. De su tiempo en Daroca se conserva una partitura en El Escorial de una misa a diez voces dedicada al maestro Bruna: «A devoción del señor Pablo Bruna». El maestro Bruna le era conocido de los archivos de la colegiata, que revisó al poco tiempo de llegar. En noviembre de 1644 fue admitido como maestro de capilla en la catedral de Teruel, pero no parece que ejerciera el cargo. El 1 de julio de 1645 abandonó Daroca para ejercer la maestría en la colegiata del Santo Sepulcro en Calatayud, donde volvió a suceder a Vargas.
Entretanto Urbán de Vargas se había trasladado a la basílica del Pilar en Zaragoza, donde ejercía de maestro de capilla. El hermano de Juan, Pablo Marqués, había sido admitido el 27 de octubre de 1649 como tenor en la catedral de Zaragoza, la Seo. Vargas dejó Zaragoza para ejercer la maestría en Valencia en 1653, por lo que Antonio Ezquerro afirma que «quienes acaso gestionaran la llegada de Miguel Juan, éste es admitido como maestro de capilla del Pilar de Zaragoza, seguramente en 1653 —aunque con certeza desde 1656—, sucediendo a su anterior maestro Vargas.»
Se desconoce cuándo pasó a ser maestro de capilla del Pilar en Zaragoza, ya que las primeras referencias a un nuevo maestro de capilla en enero de 1657 no lo nombran: «se determinó que la casa que dejaba el señor Colao se pasase al maestro de capilla para la conveniencia de los infantes y para que pudiese cuidar mejor de ellos.» No es hasta 1658 que las noticias nombran al maestro de capilla como:

En 10 de enero [de 1658] propuso el señor Prior que Juan Marqués, maestro de capilla, pedía aumentos y que era razón se le aumentase algo, por el cuidado con que trabajaba;  pareció a todos muy bien y se le aumentaron cuatro cahíces de trigo.

A partir de 1661 se pierde la pista de Marqués; el 1 de agosto de 1661 se encargó a otra persona el impartir las lecciones de música y ese mismo año se encargó a un canónigo del Pilar la búsqueda de un nuevo maestro de capilla.

## Obra
Según Lozano, se conservaban unas setenta obras en el Pilar y otras numerosas en la Seo. Las obras de la Seo están firmadas como Miguel Marqués, por lo que la autoría no es totalmente segura. Miguel Querol clasifica las obras de Marqués en la Seo como uno de los principales músicos españoles del siglo XVII «que han escrito obras policorales sobre textos litúrgicos y villancicos religiosos».
Marqués compuso villancicos a quince voces, como su Pues que pastores y reyes. Según Ezquerro,

[...] compuso villancicos para siestas, negros, y para la imposición del velo a religiosas, entre otros. Su villancico de Reyes de 1654 Óiganme que parece cuento el que les quiero contar, con coplas Érase un rey que tenía un hijo, parece, a juzgar por el texto y la festividad para la que iba destinado, que podría haber sido representado. Por otro lado, en el villancico de Reyes de Marqués titulado Tonadillas alegres a mi voz salid, de 1659, fecha bastante temprana, aparece ya el término «tonadilla» y en su villancico a los Corporales de Daroca, Plaza hágase luego aparece como nota curiosa e importante una melodía que recuerda ya claramente ciertos giros populares de Aragón, aires populares que se identifican con la jota.
Ezquerro